# Whispers in the Shadow
Whispers in the Shadow est un groupe autrichien de rock, originaire de Vienne.

## Histoire
Le groupe est formé en 1996 à Vienne par Ashley Dayour, ancien guitariste de L'Âme Immortelle et Veneno para las Hadas. En 1997, le groupe enregistre son premier album Laudanum et en 1999  le deuxième, intitulé November. Durant cette période, le groupe est fortement influencé par les premières chansons de Cure. La sortie de leur troisième album, A Taste of Decay, en 2000 marque la transition de Whispers in the Shadow vers un son plus rock, tandis que Permanent Illusions, sorti un an plus tard, présentait des influences allant de The Cure et Portishead à la musique indienne.
Après une tournée européenne réussie, le groupe enregistre un album live, Everything You Knew Was Wrong, sorti en 2003, mais des problèmes au sein du groupe et un changement de label obligent les membres de l'équipe à cesser temporairement leurs activités. Le groupe ne se réunit de nouveau qu'en 2007, sortant l'album live A Cold Night et rééditant les deux premiers disques studio.
En 2008, Whispers in the Shadow enregistre un nouvel album studio pour la première fois en sept ans, intitulé Into the Arms of Chaos (How to Steal the Fire from Heaven). L'album est produit par John Rivers, qui avait auparavant travaillé avec Clan of Xymox, Dead Can Dance, Sopor Aeternus et d'autres groupes gothiques célèbres. Certains critiques musicaux décrivent le style de cet album comme un mélange de rock gothique classique dans la veine de Fields of the Nephilim avec la musique de Pink Floyd.
Sur le disque The Eternal Arcane, sorti en 2010, dont le concept est associé au processus alchimique de transmutation, le groupe s'éloigne quelque peu de son style traditionnel, abandonnant la composante psychédélique au profit d'une plus grande énergie et d'une plus grande accessibilité des compositions. Le 13 avril 2012, l'album The Rites of Passage sort.

## Style musical et influences
L'influence la plus significative sur la formation du style de Whispers in the Shadow a été exercée par les groupes The Cure (premiers morceaux), Pink Floyd et Fields of the Nephilim, ainsi que Garden of Delight.
Les thèmes des chansons sont principalement liés à l'occultisme, à la magie du Chaos et au travail d'auteurs tels que Austin Osman Spare, Aleister Crowley, Dion Fortune et Kenneth Grant. De plus, les travaux des écrivains H. P. Lovecraft, Arthur Machen et Algernon Blackwood ont eu une certaine influence.

## Discographie

### Albums studio
- 1997 : Laudanum
- 1999 : November
- 2000 : A Taste of Decay
- 2001 : Permanent Illusions
- 2008 : Into the Arms of Chaos (How to Steal the Fire from Heaven)
- 2010 : The Eternal Arcane
- 2012 : The Rites of Passage
- 2014 : Beyond the Cycles of Time
- 2018 : The Urgency of Now
- 2020 : Yesterday is forever
- 2023 : Ghosts

### Compilations et albums live
- 2003 : Everything You Knew Was Wrong (double album live)
- 2007 : A Cold Night (Live in Vienna, 25. Oktober 2006)
- 2009 : Borrowed Nightmares and Forgotten Dreams - The Remixed, The Reworked and The Abandoned (Kompilation)
- 2011 : Searching for Light - Live in Vienna (limité à 777 exemplaires de DVD)
- 2012 : If Wormwood Falls - Live in Berlin 29.09.2012 (téléchargeable)
- 2013 : Live in Leipzig 20.05.2013 (téléchargeable)
- 2014 : Images and Oracles (Live in Vienna and Frankfurt 2011 DVD)
- 2014 : Dead Letter Songs 2007-2014

### Singles, démos et EP
- 1996 : Descent (démo, compilation)
- 2000 : Autumn Leaves and Trippy Dreams (EP live)
- 2011 : The Lightbringer (inclut l'EP Music for Rituals Vol. I – The Babalon Workings)